# Риторическое обращение
Риторическое обращение — стилистическая фигура: обращение, носящее условный характер. Один из риторических приёмов. В нём главную роль играет не текст, а интонация обращения. Риторическое обращение часто встречается в монологах. Главной задачей риторического обращения является стремление выразить отношение к тому или иному лицу либо предмету, дать ему характеристику, усилить выразительность речи. Риторическое обращение никогда не требует ответа и не несет в себе вопрос. 
Риторическое обращение, так же как риторическое восклицание и риторический вопрос, — своеобразные обороты речи, усиливающие её выразительность. Отличительной чертой этих оборотов является их условность, то есть употребление вопросительной или восклицательной интонации в случаях, которые по существу её не требуют, благодаря чему фраза, в которой употреблены эти обороты, приобретает особо подчёркнутый оттенок, усиливающий её выразительность.
Пример риторического обращения:

А вы, надменные потомки
Известной подлостью прославленных отцов,
Пятою рабскою поправшие обломки
Игрою счастия обиженных родов!— — «Смерть Поэта», М. Ю. Лермонтов